# Plínio Salgado
Plínio Salgado (São Bento do Sapucaí, 22 gennaio 1895 – San Paolo, 8 dicembre 1975) è stato un politico, scrittore, teologo e giornalista brasiliano. Fu il fondatore e leader dell'Azione Integralista Brasiliana, il primo ed il più grande movimento politico nazionalista di massa nella storia del paese sudamericano. Fortemente ispirato al fascismo italiano ed al cattolicesimo, il movimento è noto anche con il nome di "Integralismo Brasiliano".
Nel 1937 Salgado accolse inizialmente con favore il golpe di Getúlio Vargas ed il progetto dell'Estado Nôvo, sperando di poter fare dell'integralismo la dottrina base del nuovo regime. Tuttavia, nel 1938 a seguito di due tentativi insurrezionali messi in atto dal alcuni suoi seguaci, fu arrestato e costretto all'esilio in Portogallo. Dopo il suo ritorno in Brasile nel 1945, diede vita ad una nuova formazione politica, il Partito della Rappresentanza Popolare (Partido de Representação Popular), riformulando la dottrina integralista. Nel 1955 si candidò alla Presidenza della Repubblica e tra il 1958 ed il 1974 fu deputato federale.
Figura di spicco del modernismo brasiliano, fu tra i fondatori del verdeamarelismo. Oltre alla letteratura scrisse opere teologiche e filosofiche. Ideatore di numerose testate giornalistiche, fu membro dell'Academia Paulista de Letras.

## Gli anni giovanili tra letteratura e politica
Plínio Salgado nacque in una cittadina dello Stato di San Paolo. Figlio del colonnello Francisco das Chagas Salgado e dell'insegnante Francisca Rennó Cortez, da piccolo manifestò interesse per la matematica e la geometria. A 16 anni, in seguito alla morte del padre, i suoi interessi si spostarono verso la psicologia e la filosofia. A 20 anni fondò il suo primo settimanale, il "Correio de São Bento". Nel 1918 iniziò la propria carriera politica, contribuendo alla creazione del Partido Municipalista.
Nello stesso anno sposò Maria Amélia Pereira, e il 6 luglio 1919 nacque l'unica figlia della coppia, Maria Amélia Salgado. Dopo appena 15 giorni dal parto, la moglie morì. Profondamente addolorato, Salgado si allontanò dallo studio dei filosofi materialisti e trovò conforto nella teologia cattolica, iniziando ad approfondire le opere di alcuni pensatori cattolici brasiliani, come Raimundo de Farias Brito e Jackson de Figueiredo. La morte della moglie ebbe un impatto molto profondo su Salgado, che si risposò solo 17 anni più tardi, con Carmela Patti.
Attraverso i suoi articoli sul Correio de São Bento, Salgado divenne noto tra i giornalisti di San Paolo e fu invitato a lavorare per il Correio Paulistano, l'organo di stampa del Partito Repubblicano Paulista. Lavorando a questo giornale divenne amico del poeta Menotti Del Picchia. Nel 1922 partecipò alla Semana de Arte Moderna, evento culturale che diede grande impulso al modernismo brasiliano. Due anni più tardi lasciò il Correio Paulistano e andò a lavorare presso lo studio legale di Alfredo Egídio de Sousa Aranha, con cui stabilirà un'amicizia duratura.
Nel 1926 pubblicò il suo primo romanzo, "Lo straniero" (O Estrangeiro). Nello stesso anno diede vita, insieme a Cassiano Ricardo, Menotti Del Picchia ed altri, al Movimento Verde-Amarelo, la corrente patriottica del modernismo brasiliano. L'anno seguente, il movimento assunse il nome di Grupo da Anta ed esaltò i popoli indigeni (in particolare i Tupi), visti come i veri padri dell'identità culturale del Brasile. Sempre nel 1927, Salgado scrisse "Letteratura e politica" (Literatura e política), un saggio dal taglio anti-liberale in cui difese con forza i principi del nazionalismo, ispirandosi all'opera di Alberto Torres.

## L'Integralismo Brasiliano

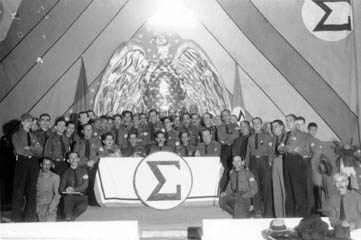
Congresso dell'AIB nel 1935.

Nel 1928 fu eletto deputato dello Stato di San Paolo, nelle file del Partito Repubblicano Paulista. Nel 1930 appoggiò la candidatura di Júlio Prestes contro Getúlio Vargas. Nello stesso anno, intraprese un viaggio in Europa, rimanendo colpito dall'Italia fascista di Mussolini. Poco dopo, Il 4 ottobre, tornò in patria, proprio mentre era già scoppiata la rivoluzione che avrebbe causato la fine del governo di Washington Luís e della República Velha. Inizialmente schieratosi dalla parte del Presidente deposto (con due articoli sul Correio Paulistano), in seguito sostenne il nuovo regime instaurato da Vargas.
Nel giugno del 1931, Salgado divenne direttore del nuovo giornale A Razão, dalle cui colonne si lanciò in una campagna contro la costituzionalizzazione del Brasile. Ciò gli causò l'ostilità degli attivisti favorevoli alla Costituzione, che risposero bruciando la sede del giornale.
Nel febbraio del 1932 fu promotore della nascita della Società di Studi Politici (SEP), un'associazione che avrebbe dovuto raccogliere gli intellettuali brasiliani con simpatie fasciste. A ciò seguì il cosiddetto Manifesto d'Ottobre (Manifesto de Outubro), che sancì l'avvento dell'Azione Integralista Brasiliana il 7 ottobre 1932, delineandone le caratteristiche ideali. All'inizio del 1934 ebbe luogo a Vitória il primo Congresso Integralista. L'assise confermò la leadership assoluta di Salgado, affidandogli il titolo di "Chefe Nacional" (Capo Nazionale) del movimento. Durante lo stesso anno si verificarono alcuni durissimi scontri urbani con i comunisti.
Il partito, che rifiutò apertamente il razzismo, adottò strutture e simbologie simili a quelle dei fascismi europei. Ad un'organizzazione interna fortemente gerarchica e centralizzata, si accompagnarono la creazione di un corpo paramilitare (le cosiddette "camicie verdi"), il ricorso a dimostrazioni di piazza irrigimentate e l'adozione di una retorica politica aggressiva. Il movimento di Salgado, direttamente finanziato dall'Ambasciata Italiana, introdusse anche l'uso del saluto romano accompagnato dal grido "Anauê", una parola tupi che significa "Tu sei mio fratello" ma che nell'ottica integralista equivaleva anche a "Presente!". Come simbolo ufficiale fu invece utilizzata la lettera greca sigma (Σ), che avrebbe dovuto rappresentare la somma dei valori integralisti.
La composizione sociale del partito fu decisamente interclassista e multietnica. Il contingente più ampio di aderenti fu rappresentato dagli immigrati italiani e tedeschi, dai portoghesi appartenenti alla piccola borghesia urbana e dai soldati. Non mancarono, tuttavia, gli operai, gli artigiani, i piccoli agricoltori, i braccianti e i soggetti appartenenti a minoranze etniche.
Nel 1937, forte del consenso crescente, Salgado lanciò la propria candidatura alle elezioni presidenziali previste per il gennaio 1938. Tuttavia, una volta venuto a conoscenza dell'intenzione di Getúlio Vargas di cancellare l'appuntamento elettorale e dar vita al golpe dell'Estado Nôvo, Salgado ne appoggiò inizialmente il progetto poiché credette di poter fare dell'integralismo la dottrina ufficiale del nuovo regime. Infatti, egli sperò che Vargas adempisse una promessa fattagli in precedenza, ossia quella di nominarlo ministro dell'educazione nel nuovo governo. Viceversa, il Presidente golpista mise al bando tutti i partiti, compreso quello di Salgado, e instaurò un regime monopartitico.
Nel 1938 alcuni militanti integralisti tentarono per due volte, a marzo e a maggio, di promuovere delle insurrezioni finalizzate a rovesciare il governo di Vargas. Nonostante avesse negato il proprio coinvolgimento nella vicenda, Salgado venne arrestato, imprigionato in una fortezza di Niterói e, poco dopo, esiliato in Portogallo fino al 1945. Durante i sei anni d'esilio continuò a scrivere, dando alle stampe anche una biografia di Gesù, intitolata A Vida de Jesus. Inoltre, tentò di ricucire i rapporti con il Presidente Vargas, lodandone in varie occasioni le scelte politiche.

## Il ritorno in patria
Tornato in Brasile nel 1945, dopo la fine del regime dell'Estado Nôvo, Salgado fondò una nuova formazione politica, il Partito della Rappresentanza Popolare. Per l'ex leader dell'AIB, il nuovo partito rappresentò il tentativo di riformulare la dottrina integralista in funzione democratica.
Nel 1955 Salgado decise di candidarsi alla Presidenza della Repubblica con il suo nuovo movimento. Il risultato ottenuto non fu però quello sperato: ottenne circa 700.000 voti, pari all'8% del totale. L'esito delle elezioni, vinte dal socialdemocratico Juscelino Kubitschek, fu contestato dall'Unione Democratica Nazionale di centrodestra. Salgado, al contrario, appoggiò il nuovo Presidente e fu nominato direttore dell'Istituto Nazionale dell'immigrazione e della colonizzazione.
Nel 1958 fu eletto deputato federale in rappresentanza dello Stato del Paraná. Venne rieletto nel 1962, questa volta in rappresentanza dello Stato di San Paolo. Due anni dopo fu tra i protagonisti della Marcha da Família com Deus pela Liberdade, un grande raduno contro il Presidente João Goulart. Nel 1964 appoggiò il golpe che depose proprio Goulart. Con la successiva introduzione del sistema bipartitico, aderì al Partito ARENA, espressione della giunta militare. Ottenne due nuovi mandati da deputato nel 1966 e nel 1970.
Nel 1974 abbandonò l'impegno politico ed appena un anno dopo morì a San Paolo.

## Pensiero politico
Al centro della riflessione filosofico-politica di Salgado vi fu il concetto di "uomo integrale". Secondo tale impostazione, alcune teorie considerano l'uomo come un semplice agente civico, cioè un individuo con diritti e obblighi derivanti da una organizzazione legale (Homo politicus), mentre altre ne considerano semplicemente le caratteristiche di agente economico mosso dalla ricerca dell'utile (Homo oeconomicus). L'integralismo si propose invece di considerare l'uomo in un triplice aspetto: quello legato alla dimensione spirituale (Homo religiosus), quello legato alla cultura ed alle relazioni sociali (Homo politicus) e quello legato ai bisogni materiali (Homo oeconomicus).

Dallo sviluppo di questa teoria derivarono l'esaltazione del misticismo, del ritorno alle radici e della fede cristiana. Il primato della concezione religiosa su quella politica rappresenta uno degli elementi più importanti per distinguere, sul piano filosofico, l'integralismo brasiliano da gran parte dei fascismi di matrice europea. Solo nella Guardia di Ferro di Codreanu è possibile rintracciare un'enfasi sul cristianesimo addirittura maggiore. 
(Plínio Salgado, O Integralismo Perante a Nação)
In virtù di questa concezione "integrale", Salgado si oppose a tutte quelle manifestazioni del pensiero da lui considerate "mutilatorie" e "unilaterali", vale a dire l'individualismo ed il collettivismo, con i loro equivalenti economico-sociali rappresentati dal capitalismo e dal comunismo. Ad essi contrappose un corporativismo animato dai principi cristiani ed una sorta di organicismo democratico.

## Opere principali
- O estrangeiro (1926)
- Literatura e política (1927)
- O esperado (1931)
- O cavaleiro de Itararé (1933)
- O que é Integralismo (1933)
- A voz do oeste (1934)
- Psicologia da revolução (1934)
- A quarta humanidade (1935)
- A doutrina do Sigma (1935)
- Vida de Jesus (1942)
- Madrugada do espírito (1946)
- O integralismo brasileiro perante a Nação (1946)
- Direitos e deveres do homem (1948)
- O ritmo da história (1949)
- Doutrinas e Táticas do Comunismo (1956)

Elenco completo delle opere di Plínio Salgado